# 圖納里國家公園

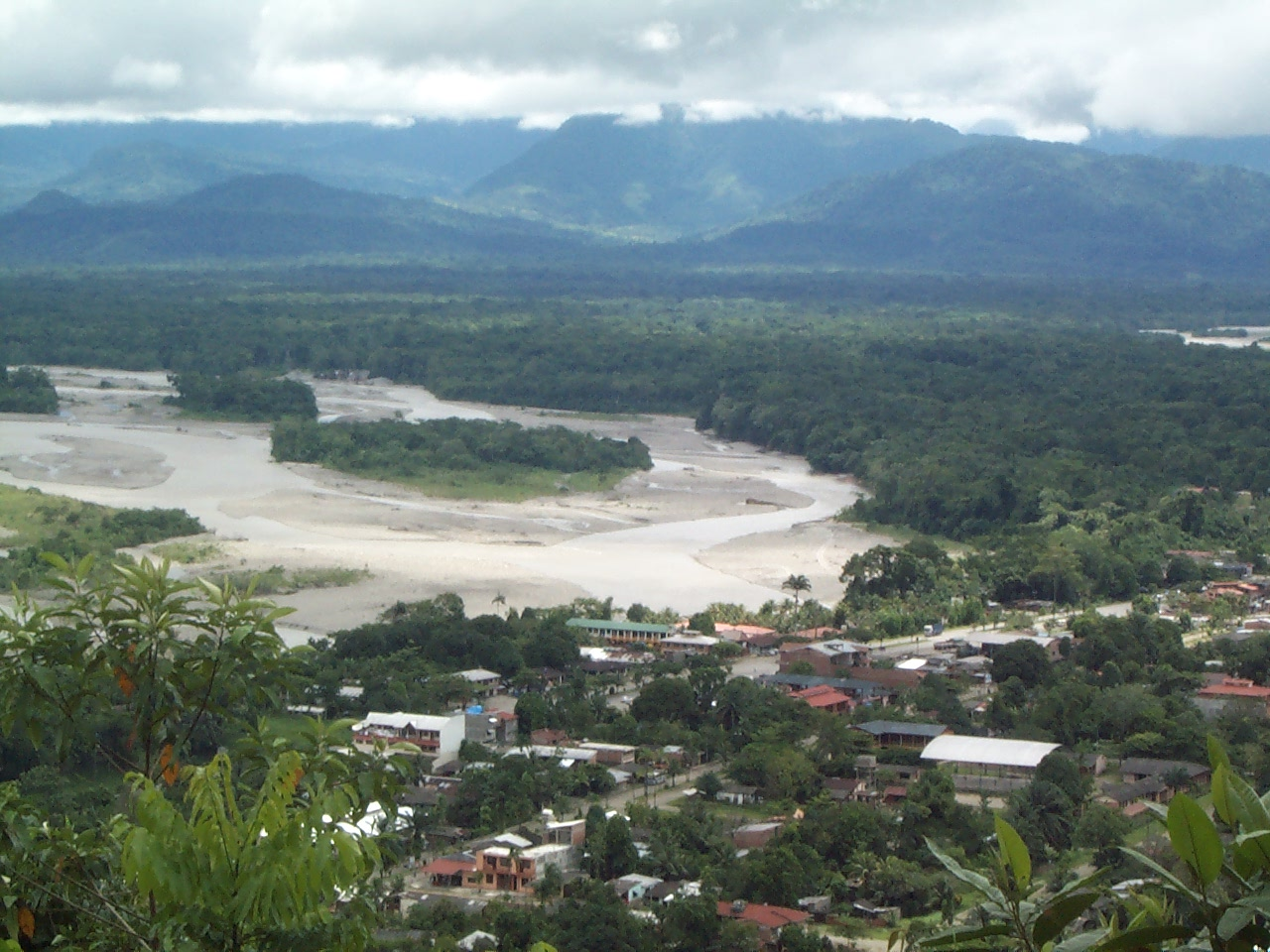

圖納里國家公園是玻利維亞的國家公園，位於該國中部，由科恰班巴省負責管轄，始建於1978年8月6日，佔地3,090平方公里，最高點海拔高度5,035米，每年平均降雨量1,200毫米。

## 外部連結
- Parque Nacional Tunari (Fundación para el Desarrollo del Sistema Nacional de Áreas Protegidas de Bolivia) （页面存档备份，存于） (Spanish)